# Conan O'Brien
Conan Christopher O'Brien (født 18. april 1963 i Brookline i Massachusetts i USA) er en amerikansk komiker og talkshowvært. 
Conan O'Brien, hvis forældre begge stammer fra Irland, begyndte som manuskriptforfatter til humorprogrammerne Simpsons og Saturday Night Live. Hans indsats for sidstnævnte gav ham en Emmy i 1989. I 1993 blev han programleder for sit eget talkshow – Late Night with Conan O'Brien, som var en videreførelse af Late Night with David Letterman efter David Letterman gik fra NBC til CBS. O'Brien fik ofte en hjælpende hånd fra David Letterman i starten af sin karriere som talkshow-vært, blandt andet ved at Letterman sendte publikum som ikke fik plads hos ham til O'Brien. Letterman har både haft O'Brien som gæst og har været gæst hos O'Brien.
O'Briens komediestil kan beskrives som selvironisk. Hans Late Night shows var kendt for sketches med Triumph – the insult comic dog, the Masturbating Bear og mange andre ny-klassikere indenfor de såkaldte late night comedy shows i USA. Fra 1993 og indtil 26. maj 2000 var komikeren Andy Richter Conans højrehånd (sidekick). Herefter forlod Andy Richter showet og flyttede fra New York til LA.
I januar-februar 2006 blev Conan O'Brien kendt for sin støtte til Tarja Halonen i det finske præsidentvalg. Det hele skyldes at O'Brien synes han er Halonens dobbeltgænger.
Fra 1. juni 2009 tog Conan O'Brien over som programleder for Jay Leno og The Tonight Show på NBC. I denne forbindelse flyttede Conan og hans familie (konen Liza Powell og deres to børn, Neve (født 2003) og Beckett (født 2005) ) fra New York City til Los Angeles, da The Tonight Show filmes i LA. Det blev også offentliggjort, at Andy Richter ville vende tilbage til showet.
Det første Tonight Show med Conan som vært blev vist 1. juni 2009. For de traditionelle Tonight Show fans var det et meget stort skifte fra Jay Leno (den tidligere vært) til Conan, da deres former for humor er meget forskellige. Conan var også nødt til at lægge bånd på sig selv, da the Tonight Show blev vist 1 ½ time tidligere end Late Night, og dermed gjaldt andre etiske regler for hvilken humor der var passende og hvilket publikum der var den primære målgruppe.
The Tonight Shows seertal var ikke gode og NBC mistede reklamekroner og derfor blev det til sidst vedtaget at Jay Leno skulle vende tilbage til skærmen som vært for ½ times show inden the Tonight Show. Da dette betød ændrede sendetider for The Tonight Show – som traditionelt altid er blevet sendt fra kl. 23.35 – ønskede Conan ikke at fortsætte som vært under de ændrede betingelser. For ham var symbolikken i at være blevet vært for et Prime Time show i stedet for et Late Night show vigtigt. 
Det sidste Tonight Show med Conan som vært blev vist 22. januar 2010.
Som en del af aftalen med NBC måtte Conan ikke udtale sig på TV før maj måned 2010. Herefter tog Conan på stand-up turné i USA. Conan har siden 8. november 2010 været vært på sit eget show Conan på den amerikanske kabel tv-station TBS. Conan sendes mandag-til torsdag kl. 23.00.